# Arteria vesicalis superior

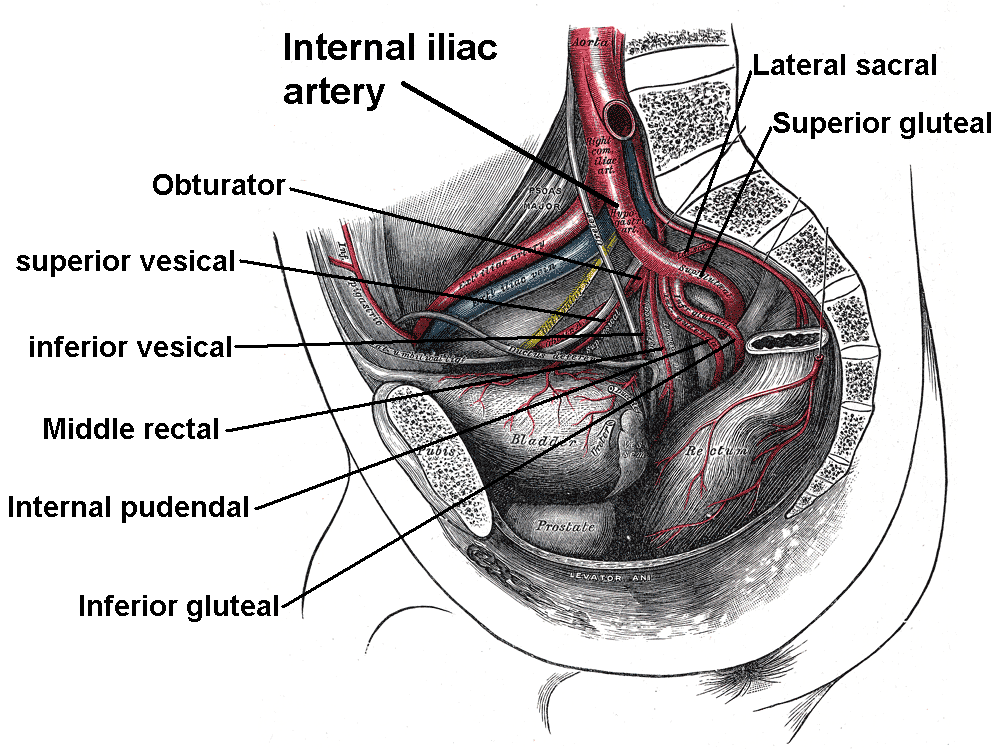
Beckenarterien des Menschen

Die Arteria vesicalis superior („obere Blasenarterie“) – in der Tieranatomie als Arteria vesicalis cranialis bezeichnet – ist eine Schlagader der Beckenhöhle. Sie entspringt dem Anfangsabschnitt des auch noch nach der Geburt offenen Teils der Nabelarterie (Pars patens) und zieht zur Harnblase. Sie versorgt den oberen Teil der Harnblase und den blasennahen Teil des Harnleiters. Hieraus lassen sich bereits die unterschiedlichen embryonalen Herkünfte der Harnblase erkennen; der obere Teil im Bereich des Trigonum vesicae (Harnblasendreieck) ist mesodermaler Herkunft, der untere Bereich entstammt dem Sinus urogenitalis. 
Beim Mann kann aus ihr noch die Arteria ductus deferentis zur Versorgung des Samenleiters abgehen. 